# Movimento per i Cambiamenti
Il Movimento per i Cambiamenti (in montenegrino: Pokret za promjene – Покрет за промјене, PzP) è un partito politico montenegrino fondato nel 2006 e presieduto da Nebojša Medojević.

## Ideologia e storia
Di ispirazione liberale e conservatrice, sostiene l'adesione all'Unione europea e le riforme economiche, il Movimento per i cambiamenti è in opposizione al governo guidato dal Partito Democratico dei Socialisti, erede della Lega dei Comunisti del Montenegro, al potere dal 1990 (o dal 1945 se si considera il periodo comunista).
La formazione politica venne inaugurata nel 2002 da un gruppo di intellettuali e accademici con il nome di Gruppo per i Cambiamenti, ispirato al modello di G17 Plus in Serbia.
In occasione delle elezioni del 2006 il gruppo si trasforma in partito prendendo il nome di Movimento per i Cambiamenti (PzP).
Il nuovo movimento riesce a raccogliere 13,13% dei voti nella sua prima competizione elettorale, ottenendo l'elezione di 11 deputati. Alle elezioni presidenziali del 2008, il candidato presidente Nebojša Medojević ottiene il 16,64% dei voti. Alle elezioni del 2009 cala di consensi, fermandosi al 5,9% ed eleggendo 5 deputati.
A partire dalle elezioni parlamentari del 2012, entra a far parte del Fronte Democratico e conferma i suoi 5 seggi nel parlamento. Termina la sua partecipazione nel 2023 con lo scioglimento dell'alleanza.

## Risultati elettorali
| Elezioni          | Voti    | %      | Seggi   |
| ----------------- | ------- | ------ | ------- |
| Parlamentari 2006 | 44.483  | 13,13% | 11 / 81 |
| Parlamentari 2009 | 19.546  | 5,92%  | 5 / 81  |
| Parlamentari 2012 | 82.773  | 22,82% | 5 / 81  |
| Parlamentari 2016 | 77.784  | 20,32% | 5 / 81  |
| Parlamentari 2020 | 133.261 | 32,55% | 5 / 81  |
| Parlamentari 2023 | 1.989   | 0,66%  | 0 / 81  |